# Dangriga

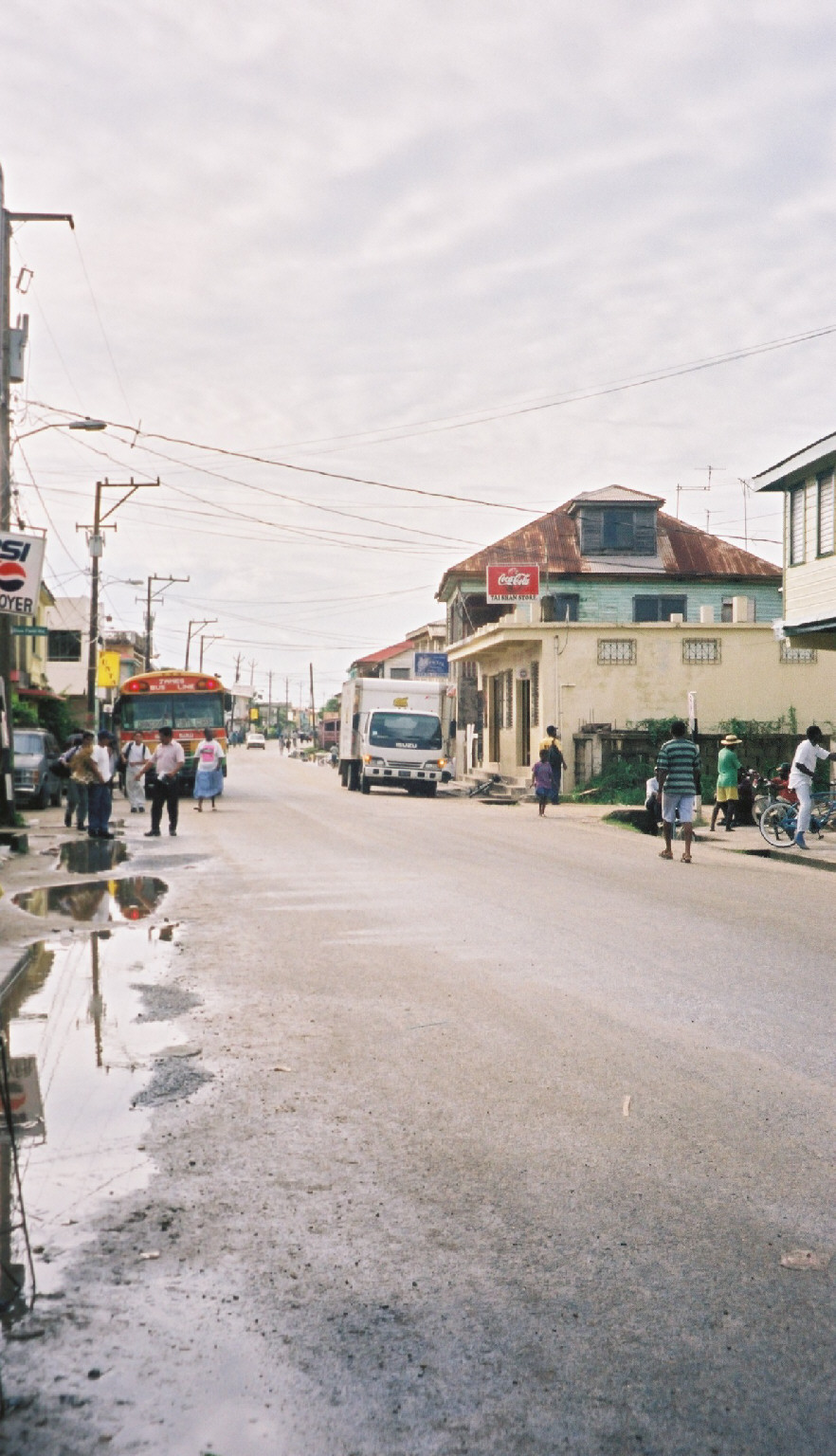
Uma das ruas principais de Dangriga

Dangriga é a capital do distrito de Stann Creek, Belize. No último censo realizado em 2000, sua população era de 8.814 habitantes. Em meados de 2005, a população estimada da cidade era de 10.800 habitantes.